# По море със „Снарк“
„По море със „Снарк“ (на английски: The Cruise of the Snark) е автобиографична пътеписна книга на американския писател Джек Лондон от 1911 година.
В нея той описва мореплаванията си през 1907 г., когато пътува из южната част на Тихия океан в своя кеч „Снарк“.

## Подготовка
Заедно с писателя е жена му Чармиън Лондон, както и неголям екипаж. Джек Лондон се самообучава в небесната навигация, за да се ориентира в пътуването си по звездите, и овладява основните положения в мореходството и устройството на корабите, за да може да завърши приключенията си. Посещава някои екзотични места, включително Соломоновите и Хавайските острови, и личните му разкази предават впечатленията от тези далечни спрямо Запада места в началото на 20 век.
През 1906 г. Джек Лондон започва да строи яхта, дълга 45 фута, на която да извърши околосветско пътешествие, и която да го изкара 7 години. Яхтата получава името си от поемата „На лов за „Снарк“ на Луис Карол. Има 2 мачти и е дълга 43 фута по водната линия. Лондон твърди, че е изхарчил 30 000 долара за построяването на съда. Главно разчита на силата на ветрилата му, но има и помощен двигател със 70 конски сили. Има и спасителна лодка.
След дълги отлагания, Джак и Чармиън Лондон, заедно с малък екипаж, отплават от Сан Франциско на 23 април 1907 г., с цел Южния Пасифик.

## Посетени места
Някои от местата, посетени от „Снарк“, са следните.
- Сан Франциско – „Снарк“, след като е построен и стои неизползван няколко месеца, тръгва оттам на 23 април 1907 г.
- Хавайските острови – там Лондон се научава на „царския спорт“ (карането на сърф), посещава колонията за прокажени Молокаи, и отива с кон до Мауи (близо до Халеакала) и до Хана.
- Маркизките острови (вкл. гр. Тайохи)
- Островите Таити (вкл. гр. Папеете) и Раятея
- Островите Бора Бора, Фиджи, Самоа
- Соломоновите острови, Малаита
- Лагуната Ланга Ланга, остров Лаулази
- Австралия